# Jazz de l'Utah
Maillots
Actualités
Le Jazz de l’Utah (en anglais : Utah Jazz) est une franchise de basket-ball de la National Basketball Association (NBA) basée à Salt Lake City dans l'État de l'Utah aux États-Unis. Elle joue au sein de la Conférence Ouest, dans la division Nord-Ouest de la NBA. Elle joue ses matchs à domicile au Delta Center.
La franchise a commencé à jouer en tant qu’équipe d’expansion en 1974 sous le nom de Jazz de La Nouvelle-Orléans. Le Jazz déménage peu après à Salt Lake City, en 1979.
Le Jazz voit sa première apparition en séries éliminatoires en 1984, puis il ne les a jamais manqué jusqu’en 2004. À la fin des années 1980, John Stockton et Karl Malone sont devenus les meneurs de l’équipe et ont formé l’un des duos sportifs les plus célèbres de la NBA. Sous la direction de l’entraîneur Jerry Sloan, qui a succédé à Frank Layden en 1988, le Jazz est devenu l’une des grandes équipes des années 1990, atteignant à deux reprises les finales de la NBA en 1997 et 1998, où ils ont perdu contre les Bulls de Chicago, menés par Michael Jordan, et avec deux titres de Most Valuable Player (MVP) en 1997 et 1999 pour Karl Malone.
Stockton et Malone ont quitté la franchise en 2003. Après avoir raté les séries éliminatoires pendant trois saisons consécutives, le Jazz est redevenu bien en vue sous la gouverne du meneur Deron Williams. Toutefois, au cours de la saison 2010-2011, le Jazz a commencé une reconstruction après la retraite de Sloan et le transfert de Williams. Quin Snyder a été embauché comme entraîneur en juin 2014.

## Historique de la franchise

### 1974-1979: Premières années à La Nouvelle-Orléans

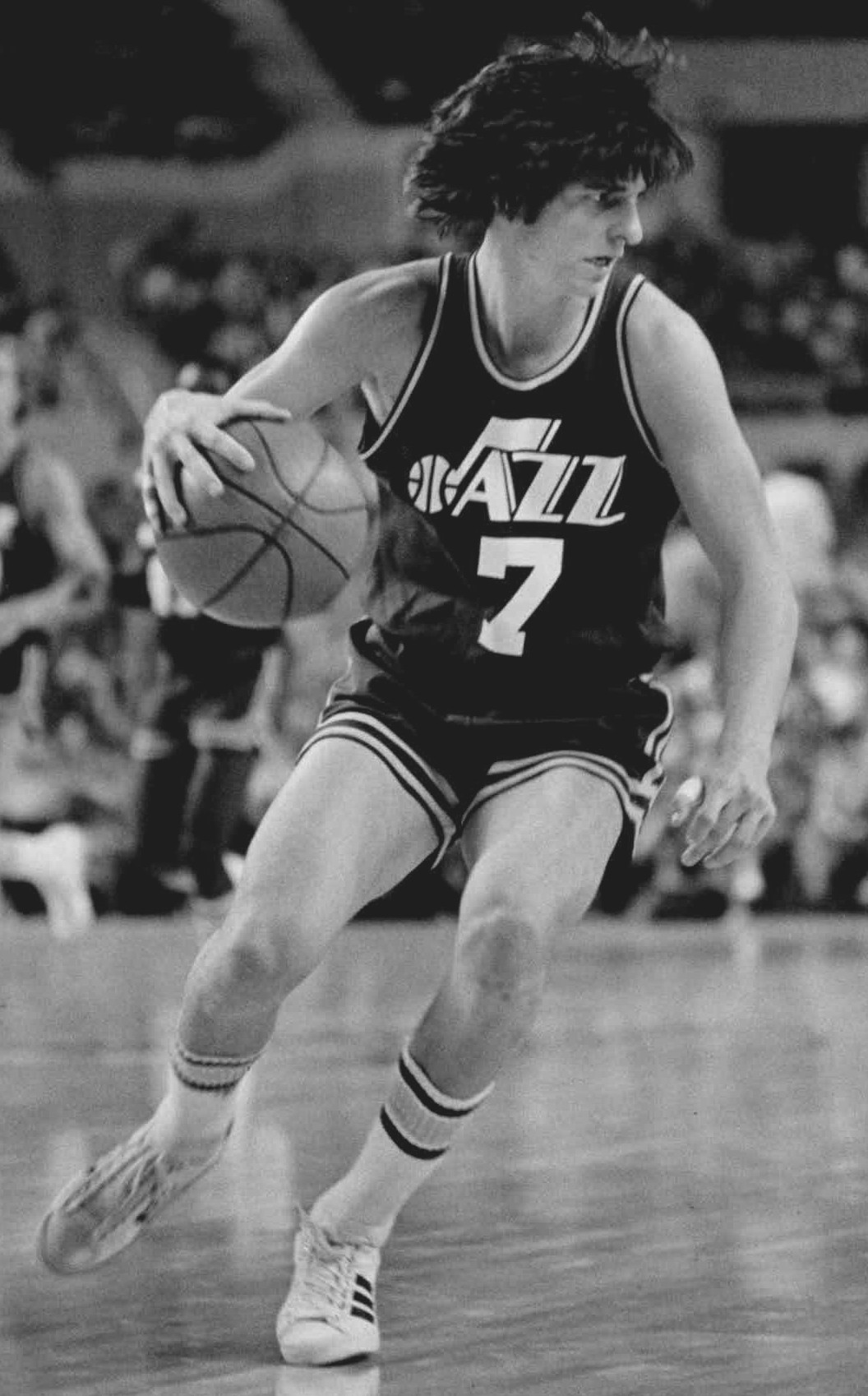
Pete Maravich sous le maillot du Jazz en 1977.

Le Jazz de La Nouvelle-Orléans (en anglais : New Orleans Jazz) est fondé en 1974 à La Nouvelle-Orléans comme franchise d’expansion dans la National Basketball Association (NBA). Le nom du club fait référence au courant musical développé dans cette ville durant les années 1910 et 1920, ainsi que sa définition dans le dictionnaire : improvisation collective.
L’équipe a commencé sa saison inaugurale à la Nouvelle-Orléans en 1974-1975. Le premier mouvement majeur de l’équipe a été d’échanger pour le joueur vedette Pete Maravich (qui avait joué au basket-ball universitaire à LSU) aux Hawks d'Atlanta de multiples choix du premiers, seconds et troisièmes tours de draft pour les trois années suivantes. Bien qu’il ait été considéré comme l’un des joueurs les plus divertissants de la ligue et qu’il ait remporté le titre de meilleur scoreur pour la saison 1976-1977 avec 31,1 points par match, le meilleur bilan du Jazz à La Nouvelle-Orléans était de 39-43 pour la saison 1977-1978. Maravich s’est débattu avec des blessures au genou depuis cette saison jusqu’à ce qu’elles prennent fin en 1985.
Les problèmes liés au site étaient un problème permanent pour l’équipe alors qu’elle était basée à la Nouvelle-Orléans. Lors de la première saison du Jazz, ils ont joué au Municipal Auditorium et le Loyola Field House. Plus tard, le Jazz a joué dans le Louisiana Superdome, mais les choses n’ont pas été meilleures, en raison de la forte demande pour le stade, les conditions de location onéreuses, et les problèmes constants de Maravich au niveau de son genou. L'équipe a également été confrontée à la perspective de jouer un mois entier à l'extérieur en raison des festivités du Mardi Gras de La Nouvelle-Orléans, semblable au "rodeo trip" des Spurs de San Antonio chaque saison pendant le rodéo de leur ville. Des années plus tard, le propriétaire fondateur Sam Battistone a affirmé qu’il n’y avait pas de plan d’urgence au cas où le Jazz se qualifierait pour les playoffs. Cependant, le directeur du Superdome à l’époque, Bill Curl, a déclaré que la direction du stade a toujours soumis une liste de dates de séries éliminatoires potentielles à la direction du Jazz, mais ces lettres n’ont jamais reçu de réponse.
Après ce qui s’est avéré être leur dernière saison à La Nouvelle-Orléans, le Jazz a subi une autre humiliation lorsque les Lakers de Los Angeles ont choisi Magic Johnson avec le premier choix de la draft 1979. Le choix aurait été celui du Jazz s’il ne l’avait pas échangé pour acquérir Gail Goodrich deux ans plus tôt. En outre, le Jazz avait renoncé aux droits de Moses Malone afin de gagner l’un des trois premiers choix utilisés dans le cadre de ce même recrutement.

### 1979: Déménagement à Salt Lake City
En dépit d'un niveau peu compétitif, le Jazz fût un marché attractif au cours de ses cinq premières années. Cependant, en 1979, la franchise était en train de couler financièrement. Barry Mendelson, vice-président exécutif de l’équipe, a déclaré qu’un des facteurs de la difficulté financière était une taxe de 11% de divertissement, le plus élevé aux États-Unis à l’époque. L’équipe ne pouvait pas non plus attirer beaucoup d’entreprises locales, facteur important même à l’époque, ou d’investisseurs locaux.
Décidant que le Jazz ne pouvait pas être viable à La Nouvelle-Orléans, Battistone décida de déménager. Après avoir exploré plusieurs options, il a choisi Salt Lake City, même si c’était un petit marché. Salt Lake City avait déjà accueilli les Stars de l'Utah de l’American Basketball Association (ABA) de 1970 à 1976. Les Stars avaient été extrêmement populaires dans la ville et avaient même remporté un titre ABA lors de leur première saison après avoir quitté Los Angeles. Toutefois, leur situation financière s’est détériorée au cours de leurs deux dernières saisons. Bien que Salt Lake City ne soit pas connue pour sa culture du jazz, l’équipe a décidé de conserver le nom, car il n’y avait pas assez de temps avant le début de la saison 1979-1980 pour obtenir l’approbation de la ligue pour un changement de nom. Le Jazz a également conservé les couleurs originales du Mardi Gras : vert, violet et or.

### 1979-1984: Frank Layden aux commandes
La fréquentation du stade du Jazz diminue légèrement après le déplacement de la franchise à Salt Lake City. Pour se reconstruire, l'équipe échange notamment Spencer Haywood contre l'ailier Adrian Dantley, qui tournera à 28 points de moyenne par match durant la saison 1979-1980. L'équipe a du mal et finit la saison avec un bilan de 24-58, mais reçoit le deuxième choix de la Draft de 1980, qu'elle utilise pour prendre Darrell Griffith des Cardinals de Louisville, une autre pièce de son processus de reconstruction.
Durant la saison 1980-1981, l'équipe continue d'avoir des résultats relativement médiocres, finissant avec 25 victoires pour 57 défaites. Cependant, tout n'est pas à jeter : ainsi, All-Star depuis la saison 1979-1980, Adrian Dantley reste constant dans ses statistiques prolifiques, tandis que le rookie Griffith décroche la récompense du NBA Rookie of the Year.
Après seulement vingt matchs disputés durant la saison 1981-1982, l'entraîneur du Jazz, Tom Nissalke, quitte la franchise pour être remplacé par le General Manager de l'équipe, Frank Layden. Cette arrivée sur le banc n'est pas un succès, l'équipe finissant la saison avec exactement le même faible bilan que la saison précédente.
Le Jazz de l'Utah sélectionne Dominique Wilkins à la Draft NBA 1982. Devant les problèmes financiers de l'équipe, et son manque d'attractivité, il en résulte la volonté de Wilkins de ne pas jouer sous ce maillot. Ainsi, la franchise de l'Utah échange Wilkins contre John Drew et Freeman Williams, qui ne combineront que quatre saisons complètes avec Utah à eux deux, tandis que Wilkins s'établira comme un joueur d'exception qui ira jusqu'à entrer au Basketball Hall of Fame en 2006. Pour la saison 1982-1983, Dantley rate 60 des 82 matchs de la saison pour cause de blessure, ce qui prive l'équipe de son leader pour une bonne partie de la saison. Le nouveau venu, John Drew, ne joue également que 44 matchs. Le Jazz est tenu par Darrell Griffith, Rickey Green, et le pivot rookie Mark Eaton, qui, drafté 72e à la draft de 1982, tourne à 3,4 contres par match. Utah termine la saison sur une marque de 30-52, soit une amélioration par rapport aux années précédentes.
L'équipe reste donc assez médiocre jusqu'à la saison 1983-84, où elle remporte le titre de la division et va jusqu'au second tour des playoffs. En 1984, le Jazz sélectionne un meneur relativement inconnu, en la personne de John Stockton, en 16e position.

### 1984-2003: L'ère de Stockton et Malone
Les amateurs du Jazz n’étaient pas contents lorsque l’équipe a choisi un meneur inconnu au premier tour de la draft 1984, en la personne de John Stockton. Les fans présents pour l'événement ont même hué la sélection.
La saison 1984-1985 fait émerger Mark Eaton, qui devient une vraie force défensive, avec des statistiques de 9,7 points, 11,3 rebonds, et surtout 5,56 contres par match. Le joueur est élu NBA Defensive Player of the Year. Ainsi, le Jazz revient en playoffs face aux Rockets de Houston et leurs pivots All-Star, Hakeem Olajuwon et Ralph Sampson. Le Jazz a remporté dans la série, 3-2, et a avancé en demi-finale de conférence, chutant face aux Nuggets de Denver, 4-1.
En avril 1985, un homme d'affaires natif de Salt Lake City, Larry H. Miller rachète la moitié de la franchise pour 8 millions de dollars. À la draft 1985 de la NBA, le Jazz choisit l'ailier fort Karl Malone, qui a eu un impact immédiat au cours de la saison 1985-1986, avec une moyenne de 14,9 points et 8,9 rebonds par match. Sur cette saison, ils accèdent aux playoffs mais le Jazz a perdu au premier tour contre les Mavericks de Dallas, 3-1. Avec pour entraîneurs Frank Layden et Jerry Sloan, ces changements modifient fondamentalement l'équipe. L'équipe atteint ainsi les playoffs pendant 19 saisons consécutives, jusqu'en 2002-03, saison qui coïncide avec le départ à la retraite de John Stockton, et le départ vers les Lakers de Los Angeles de Karl Malone.
Pendant l'intersaison 1986, Battistone a été approché pour vendre l’équipe à Marv Wolfenson et Harvey Ratner, qui auraient déplacé l’équipe à Minneapolis. Larry Miller ne voulait pas vendre l’équipe, mais en raison du libellé contractuel de son entente avec Battistone, il aurait pu être racheté par les nouveaux propriétaires s’il avait refusé de vendre. Les offres ont atteint 28 millions de dollars avant que Miller n’intervienne à la dernière minute, achetant les 50 % restants de Battistone pour 14 millions de dollars et gardant l’équipe dans l’Utah. Wolfenson et Ratner sont devenus plus tard les fondateurs de la franchise d’expansion des Timberwolves du Minnesota.
La saison 1986-1987 a été marquée par des changements. Adrian Dantley, le joueur vedette de l’équipe qui les avait menés durant les premières années dans l’Utah, a été échangé à Détroit contre Kelly Tripucka. Darrell Griffith, de retour de ses blessures qui lui ont fait rater la saison précédente, a perdu sa place de titulaire aux dépens de Bob Hansen. Stockton empoche des minutes au poste de meneur. Malgré tous ces changements, l’équipe a terminé à 44-38 avant de perdre contre les Warriors de Golden State lors du premier tour des playoffs.
Pour la saison 1987-1988, Stockton a pris le relais de Rickey Green comme meneur titulaire, et Malone s’est imposé comme l’un des meilleurs ailiers forts de la ligue. L’équipe a terminé à 47-35 et a défait Portland, 3-1, au premier tour des playoffs, les amenant à une confrontation avec les champions en titre, les Lakers de Los Angeles. Après que Los Angeles ait remporté le match 1 à domicile, le Jazz a remporté le match 2 à Los Angeles, 101-97, et a pris la tête dans la série 2-1 avec une victoire du match 3 à Salt Lake City. Le Jazz ont perdu les matchs 4 et 5, mais ont gagné le match 6, 108-80, égalant la série 3-3. Dans le match décisif 7, les Lakers ont gagné 109-98.

#### 1988: Arrivée de Jerry Sloan
Au cours de la saison 1988-1989, Frank Layden a démissionné de son poste d’entraîneur du Jazz après les 17 premiers matchs et a été remplacé par Jerry Sloan. Le Jazz a remporté 51 matchs et le titre de la division Midwest. Malone et Stockton, ainsi que Mark Eaton, étaient les leaders de l’équipe et All-Star. Eaton a remporté le titre de défenseur de l'année pour la deuxième fois, et il semble que le Jazz était prêt à franchir la prochaine étape vers un titre NBA, après avoir poussé les Lakers en sept matchs dans les demi-finales de la conférence Ouest la saison précédente. Cependant, le Jazz, deuxième du classement, a été éliminé au premier tour en trois matchs par les Warriors de Golden State septième.
L’année suivante, 1989-1990, le Jazz a apporté quelques changements. Thurl Bailey, qui comptait 19 points par match la saison précédente, a vu son temps de jeu réduit en faveur du rookie Blue Edwards, qui a joué un rôle au premier plan avec l’équipe. Cela a mené l'équipe à son meilleur bilan de l’histoire de l’équipe, puisque le Jazz a terminé à 55-27. Malone a réalisé sa meilleure saison statistiquement, avec une moyenne de 31 points et 11,1 rebonds. Stockton a obtenu en moyenne 17,2 points et 14,5 passes par match, menant la NBA cette saison-là en termes de passes décisives par match. Dans les playoffs, le Jazz a joué les Suns de Phoenix au premier tour, menés par les stars Tom Chambers et Kevin Johnson. Les Suns ont défait le Jazz 3 matchs à 2. Encore une fois, le Jazz a été critiqué sur leur succès en saison régulière mais leurs faibles résultats en playoffs.
Pour la saison 1990-1991, le Jazz a fait un autre mouvement pour améliorer l’équipe en exécutant un transfert à trois équipes qui a amené le tireur Jeff Malone dans l’Utah des Bullets de Washington, alors qu’Eric Leckner et Bob Hansen ont été envoyés aux Kings de Sacramento. Le Jazz a commencé la saison à 22-15 avant d'aller le rythme dans la seconde partie de la saison. Le Jazz a terminé avec un bilan de 54-28, se classant deuxième de sa division. Dans les playoffs, ils ont rencontré les Suns de Phoenix pour la deuxième année consécutive. Le premier match a été une victoire éclatante de l’Utah, à Phoenix, 129-90, qui a donné le ton de la série, puisque Utah a éliminé les Suns 3-1. Ils affrontent ensuite les champions en titre de la conférence Ouest, les Trail Blazers de Portland. Le Jazz a bien joué, restant proche dans la plupart des matchs, mais a perdu la série 4-1 face à une équipe de Portland plus complète et plus expérimentée.

La saison 1991-1992 s’est avérée être la plus réussie de l’histoire de l’équipe à cette époque. Le Jazz a déménagé au Delta Center, une arène ultramoderne qui avait une capacité de 19 911 places. Le nouveau lieu a été une amélioration considérable par rapport au Salt Palace. Au début de l’année, un échange a amené Tyrone Corbin, un ailier défensif, du Minnesota en échange de Thurl Bailey. Le Jazz remporte 55 victoires et remporte la division Midwest pour la première fois depuis 1989. Dans les playoffs, le Jazz a défait les Clippers de Los Angeles 3-2 au premier tour, puis a battu les SuperSonics de Seattle au second tour, 4-1, pour se qualifier pour la finale de la conférence pour la première fois, où ils ont de nouveau affronté et perdu contre Portland, cette fois 4-2
La saison 1992-1993 a été une déception, alors que l’équipe a chuté à 47-35 et troisième dans la division. La position de pivot, occupée par le joueur défensif Mark Eaton pendant la majeure partie de la dernière décennie, est devenue suspecte alors qu’Eaton se débattait avec des blessures et l’âge. Le moment le plus prometteur de la saison a été l’accueil du All-Star Game et des événements entourant le week-end à Salt Lake City. En playoffs, le Jazz a perdu contre Seattle au premier tour, 3-2.
Au cours de la saison 1993-1994, le Jazz troque Jeff Malone contre les 76ers de Philadelphie pour Jeff Hornacek. Hornacek s’est bien entendu avec Stockton, et le Jazz s’est amélioré à 53-29. Dans les playoffs, ils ont affronté San Antonio au premier tour, affrontant David Robinson. Robinson affichait en moyenne 29,8 points avec 50 % au tir au cours de la saison régulière, chiffres qui sont tombés à 20,0 points et 41 % dans la série contre Utah. Le Jazz a ensuite résisté à une équipe déterminée de Nuggets de Denver 4-3 en demi-finale de conférence pour se qualifier pour la finale de conférence, où l'équipe a perdu contre le futur champion, les Rockets de Houston, 4-1.
Au cours de la saison 1994-1995, le Jazz avait une profondeur de banc et un talent considérable et devait faire une course sérieuse pour le titre. Cependant, ils ont perdu le Spencer pour 34 matchs dans la saison avec une rupture du tendon d'Achille. Malgré cette perte, le Jazz a terminé à 60-22 avant de perdre à nouveau contre Houston dans les playoffs, 3-2, au premier tour.
Greg Ostertag a été ajouté à l'effectif pour la saison 1995-1996. Le Jazz a remporté 55 victoires, et a atteint les finales de conférence pour la troisième fois de l’histoire, surmontant presque à un déficit de 3-1, avant de finalement succomber à Seattle, 4-3.

#### 1996-1998: Participations aux Finales NBA
Au cours des deux saisons suivantes, le Jazz a enfin pu tirer profit du succès de la saison régulière. En 1996-1997, le Jazz détient le meilleur bilan de l’histoire de la franchise (64-18), remportant la division Midwest et termine premier de la conférence Ouest. L’équipe comprenait Stockton, Malone et Hornacek, ainsi que Bryon Russell, Antoine Carr, Howard Eisley et Shandon Anderson. Malone a remporté son premier titre de MVP, avec une moyenne de 27,4 points, 9,9 rebonds et 4,5 passes par match. Le Jazz a atteint les Finales NBA pour la première fois après avoir battu les Clippers 3-0, les Lakers 4-1 et les Rockets 4-2. Le Jazz a ensuite rencontré Michael Jordan et les Bulls de Chicago en finale, perdant la finale 4-2, avec les deux derniers matchs décidés dans les dernières secondes (scores de 90-88 et 90-86).
Pendant l'intersaison, le Jazz n’a apporté aucun changement à l'effectif. À l’approche de la saison 1997-1998, on s’attendait à ce qu’ils soient de nouveau en lice pour le championnat. Cependant, Stockton a subi une grave blessure au genou avant la saison et a raté les 18 premiers matchs, au cours desquels le Jazz a réalisé un bilan de 11-7.
Le 17 février 1998, à la date limite des transferts de la NBA, le Jazz a effectué un transfert avec le Magic d'Orlando, pour acquérir le pivot Rony Seikaly dans une tentative de renforcer leur rotation à l'intérieur. Cependant, Seikaly a refusé de signer dans les 48 heures obligatoires requises par les règles de la NBA. De là, l’échange a été annulé, et le Jazz a repris Chris Morris et Greg Foster. Les rumeurs disaient que Seikaly avait une grave blessure au pied.
Le Jazz joue mieux après le retour de Stockton et l’équipe termine à 62-20, et a remporté la division Midwest et a reçu l’avantage du terrain pour les playoffs. Dans les séries éliminatoires, le Jazz a battu Houston 3-2, et San Antonio 4-1, pour arriver en finale de conférence pour la troisième année consécutive. Utah a affronté une équipe des Lakers de Los Angeles menée par la superstar Shaquille O'Neal, Eddie Jones, Nick Van Exel et un jeune Kobe Bryant. Le Jazz a donné le ton dans la série avec une victoire dans le match 1, 112-77. Le match 2, une victoire du Jazz 99-95, et les matchs 3 et 4 à Los Angeles ont été remportés par le Jazz. Ils ont alors balayé les Lakers et ont participé à leur seconde finale NBA consécutive.
Lors de la finale NBA en 1998 (encore une fois contre les Bulls de Chicago), le Jazz a remporté le premier match à domicile, 88-85 en prolongation. Cependant, les Bulls ont surmonté un début poussif pour gagner le match 2, 93-88, ont facilement remporté le match 3, 96-54, et ont gagné le match 4, 86-82, pour mener la série 3-1. Le Jazz a répliqué et a remporté le match 5 à l'extérieur, 83 à 81, pour revenir 3-2 dans la série, avec le match 6 (et un match 7 si nécessaire) à Salt Lake City. Le Jazz a tenu une avance dans la majeure partie du match 6, mais les Bulls se sont ralliés, et dans les dernières secondes du match, Michael Jordan a volé le ballon dans les mains de Malone sur la possession finale de Jazz et a ensuite converti un célèbre tir pour gagner le match, 87-86, et la finale pour Chicago, 4-2.

#### 1998-2003: Déclin du duo Stockton/Malone
Dans la saison 1999, raccourcie à 50 matchs en raison d’un lock-out, le Jazz a terminé à 37-13. Ils ont battu les Kings de Sacramento en cinq matchs lors du premier tour des playoffs. Cependant, ils ont perdu au deuxième tour des séries éliminatoires contre les Trail Blazers de Portland. Malgré une autre déception en playoffs, Malone s’est vu décerner son deuxième titre de MVP.
Au cours de la saison 1999-2000, le Jazz a terminé à 55-27 et a remporté la division Midwest, mais encore lutté dans les playoffs, et a perdu contre les Trail Blazers de Portland au second tour. Pendant l'intersaison, Hornacek a pris sa retraite et Howard Eisley a été échangé dans un échange de quatre équipes qui a amené Donyell Marshall. Lors de la draft 2000, ils ont sélectionné DeShawn Stevenson, joueur prometteur lors de son passage en NCAA.
Au cours de la saison 2000-2001, le Jazz a enregistré un bilan de 53-29, mais a perdu en playoffs, cédant une avance de 2-0 au premier tour des séries éliminatoires aux Mavericks de Dallas pour perdre la série 3-2.
Au cours de la saison 2001-2002, Andreï Kirilenko a fait ses débuts dans la ligue, avec une moyenne de 10,7 points, 4,9 rebonds et 1,91 contre par match. L’équipe a commencé la saison lentement, avec un bilan de 16-15 au cours des deux premiers mois, et a terminé à 44-38 au total. Ils ont perdu contre les Kings de Sacramento, 3-1 lors du premier tour des playoffs.
Avant la saison 2002-2003, Marshall et Russell ont quitté le Jazz. Matt Harpring a été ramené des 76ers de Philadelphie, et a pris la place de titulaire aux côtés de Malone, affichant en moyenne 17,6 points et 6,6 rebonds, les meilleurs chiffres de sa carrière. Le Jazz a approché les 50 victoires à l’approche des playoffs, mais a fini par perdre du terrain avec un bilan de 47-35. Ils ont affronté les Kings de Sacramento à nouveau, et ont perdu dans une série de cinq matchs au premier tour, 4-1.
Après la saison, la fin d’une époque est venue puisque Stockton a pris sa retraite, et Malone est parti en tant qu'agent libre pour rejoindre les Lakers de Los Angeles.
Ces deux joueurs ont marqué l'histoire du Jazz de l'Utah. John Stockton est le joueur ayant totalisé le plus d'interceptions et de passes décisives dans l'histoire de la ligue. Les 36 928 points marqués dans la carrière de Karl Malone sont le second meilleur total de l'histoire de la NBA, derrière Kareem Abdul-Jabbar. Les deux joueurs font preuve d'une régularité étonnante : Karl Malone manque 9 matchs sur 1434 durant sa carrière dans l'Utah (le plus souvent sur suspension), tandis que John Stockton effectue 17 saisons complètes sur 19, ne manquant que 4 matchs en 1989-1990 et 18 en 1997-1998. Durant 18 saisons, le duo Stockton-Malone institutionnalise le « pick'n roll » (bloque et va), qui malgré son apparente simplicité ne cesse de marcher.
Mais en dépit de ses nombreuses participations en playoffs, l'équipe ne parvient pas à remporter le titre de la NBA. Elle échoua en finale de conférence en 1992 1994 et 1996. Mis à part Jeff Hornacek, l'équipe manque de joueurs d'un niveau suffisant pour entourer le duo Malone-Stockton et aller suffisamment loin en playoffs. L'équipe atteint néanmoins les finales deux ans d'affilée, en 1997 et 1998, où ils perdent à chaque fois contre les Bulls de Chicago de Michael Jordan.

### 2003-2005: Reconstruction
Pour la saison 2003-2004, Utah semble être l'une des plus faibles équipe du championnat après la retraite de Stockton et le départ de Malone. Mais Jerry Sloan, toujours aux commandes de l'équipe, conduit le Jazz dans la course aux playoffs, avant d'échouer lors du dernier match de la saison et de laisser la huitième et dernière place qualificative aux Nuggets de Denver. Bien que le Jazz ne se qualifie pas pour les playoffs pour la première fois en 19 ans, le résultat est très positif pour une équipe qui ne compte qu'un All-Star, Andreï Kirilenko, entouré de joueurs de seconde zone : Matt Harpring, Gordan Giriček, Carlos Arroyo… Jerry Sloan termine deuxième au vote du meilleur entraîneur de l'année.
Avec une énorme masse salariale disponible à l'intersaison 2004, l'Utah signe deux nouvelles recrues : Carlos Boozer et Mehmet Okur.
Bien plus compétitive que la saison précédente, l'équipe du Jazz va néanmoins réaliser une énorme contre-performance, les longues blessures de Kirilenko et de Boozer enfonçant encore un peu plus une équipe qui n'arrive pas à trouver la bonne alchimie sur le terrain. Les 26 victoires pour 56 défaites marquent le pire bilan de l'ère Sloan au Jazz.

### 2005-2010: Le retour des résultats avec Deron Williams et Carlos Boozer
L'Utah choisit en 2005 le jeune meneur Deron Williams en troisième position de la Draft. La saison 2006 reste marquée par les nombreuses blessures des joueurs du Jazz, avec encore une fois Boozer qui ne joue que le dernier tiers de la saison, et Giriček; lui aussi souvent blessé. Le Jazz finit avec un bilan de 41 victoires pour autant de défaites. Cette même saison, le Jazz retire le maillot de Karl Malone.
La franchise connait un tournant le 20 février 2009, avec la disparition de Larry Milier, propriétaire du Jazz depuis 1985.
Le Jazz de l'Utah vit plusieurs saisons similaires. En 2008-2009, il termine 8e de la saison régulière avec un bilan de 48 victoires pour 34 défaites ; il est éliminé au premier tour des playoffs par les Lakers de Los Angeles sur le score de 4-1.
Lors de la saison 2009-2010, l'équipe s'appuie encore sur ses deux stars Deron Williams et Carlos Boozer avec en plus de très bons remplaçants puisque Paul Millsap et le rookie Wesley Matthews apportent énormément en sortie de banc.
Il finit la saison à la 5e position avec un bilan de 53 victoires et 29 défaites. Ils sont battus 4-0 en demi-finale de conférence par les Lakers de Los Angeles.
Le Jazz de l'Utah vit un été très mouvementé : Carlos Boozer, agent libre, quitte l'équipe tout comme Wesley Matthews et Kyle Korver. Pour pallier le départ de Carlos Boozer, le Jazz recrute Al Jefferson et Raja Bell vient renforcer le secteur défensif.

### 2010-2013: Un Jazz moyen, autour de Paul Millsap et Al Jefferson
Malgré un bon départ, les résultats sont vite décevants et la relation entre Jerry Sloan et Deron Williams se dégrade ; ce qui pousse, après une ultime altercation, Jerry Sloan à quitter l'équipe. Tyrone Corbin est nommé nouvel entraîneur.
Quelques jours plus tard, Deron Williams est à la surprise générale transféré aux New Jersey Nets en échange de Devin Harris et de Derrick Favors. La phase de reconstruction est donc entamée pour le Jazz et ses dirigeants.
Le Jazz termine cette saison 2010-2011, 11e à l'Ouest avec un bilan de 39-43. C'est la première fois qu'il n'accèdera pas aux phases finales depuis 2006.
Lors de l'intersaison, le Jazz perd deux de ses joueurs emblématiques, Mehmet Okur et Andrei Kirilenko. Il recrute deux free agents d'expérience : Josh Howard et Jamaal Tinsley. À ce recrutement s'ajoute celui d’Alec Burks et Enes Kanter, tous deux choisis lors de la Draft.
Lors de la Draft 2013, Le Jazz sélectionne le meneur Trey Burke en 9e position et le pivot français Rudy Gobert en 27e position, après un échange avec les Nuggets de Denver.

### 2013-2017: Nouvelle reconstruction avec Gordon Hayward et l'arrivée de Quin Snyder
Lors de la Draft 2014, Le Jazz recrute à son cinquième choix du joueur australien Dante Exum. L'ailier américain Rodney Hood est également choisi lors du premier tour, ainsi que l'ailier fort américain Jarnell Stokes lors du deuxième tour.
Le 6 juin 2014, l'ancien entraîneur adjoint d'Atlanta, Quin Snyder, est nommé entraîneur du Jazz. Il remplace ainsi Tyrone Corbin et signe un contrat de trois ans avec la franchise.
Le Jazz termine cette saison 2014-2015 à la 11e place de la conférence Ouest avec un bilan de 38-44, pour la première saison de Quin Snyder. Au cours de cette saison, le Jazz échange le pivot turc Enes Kanter et l'ailier Steve Novak qui partent en direction du Thunder d'Oklahoma City, en échange la franchise de Salt Lake City recupère le pivot Kendrick Perkins. Celui-ci négociera un buy-out et ne jouera pas dans l'Utah.
Pour la saison 2015-2016, le français Rudy Gobert récupère donc le poste de pivot titulaire, et l'objectif affiché du Jazz est de retrouver les play-offs. Le Jazz sélectionne l'ailier-fort canadien Trey Lyles en 12e position durant la Draft 2015. À la lutte durant toute la saison, le Jazz craque sur le dernier match face aux Lakers de Los Angeles d'un Kobe Bryant inarrêtable, et n'ira pas en play-offs au profit des Rockets de Houston. Le Jazz finit donc 9e à la porte des play-offs avec un bilan équilibré de 41-41.
L'équipe prend part à un échange concernant les Hawks d'Atlanta et les Pacers de l'Indiana, le Jazz envoie son premier tour pour la Draft 2016 en direction des Hawks, les Pacers reçoivent Jeff Teague en provenance d'Atlanta, tandis que Indiana envoie le meneur George Hill dans l'Utah.
Pour cette saison 2016-2017, le Jazz de Quin Snyder articulé autour du trio Hill-Hayward-Gobert affiche une identité défensive claire. Solide en saison régulière, le Jazz termine 5e de la conférence Ouest avec un bilan de 51 victoires et de 31 défaites, et retrouve ainsi les playoffs pour la première fois depuis 2012. Le Jazz réussit à passer le premier tour en sortant les Clippers de Chris Paul et Blake Griffin en 7 matchs, avant de buter sur le futur champion, les Warriors de Golden State, en demi-finale de conférence.
Malgré cette saison encourageante, l'équipe va être fortement modifiée. Gordon Hayward et George Hill, deux éléments clés de l'équipe quittent le groupe en tant qu'agents libres. Le premier rejoint les Celtics de Boston tandis que le second s'engage avec les Kings de Sacramento.

### 2017-2022: L'ère de Rudy Gobert et Donovan Mitchell
Après le départ de plusieurs joueurs durant l'été 2017, l'équipe d'Utah se reconstruit autour de Rudy Gobert en vue de la saison 2017-2018, avec l'acquisition du meneur espagnol Ricky Rubio en provenance des Timberwolves du Minnesota. Lors de la Draft 2017, le Jazz récupère le 13e choix en envoyant Trey Lyles à Denver et sélectionne l'arrière de Louisville, Donovan Mitchell ainsi que le pivot de North Carolina, Tony Bradley en 28e position.
Après un début de saison 2017-2018 miné par les blessures, le Jazz s'active à la trade deadline dans un échange à trois avec les Cleveland Cavaliers et les Kings de Sacramento. Utah envoie Rodney Hood à Cleveland et Joe Johnson à Sacramento, et récupère en contrepartie Jae Crowder et Derrick Rose en provenance de l'Ohio. Le MVP 2011 sera coupé dans la foulée par le Jazz. Avec ces ajustements et le retour de blessure de Rudy Gobert, Utah se relance dans la course aux play-offs dans une conférence Ouest très compétitive. Les hommes de Quin Snyder finissent la saison régulière à la cinquième place, avec un bilan de 48 victoires pour 34 défaites.
Au premier tour des Playoffs, le Thunder d'Oklahoma City, emmené par Russell Westbrook et Paul George, se dresse sur la route des Jazzmen. N'ayant pas la faveur des pronostics, Utah crée la surprise et remporte la série en six matchs. En demi-finale, le Jazz est opposé aux Rockets de Houston, meilleure équipe de la NBA sur la saison régulière. La marche est trop haute pour les coéquipiers de Rudy Gobert qui s'inclineront 4-1. Une série qui met un terme à une saison remplie de promesse pour Utah.

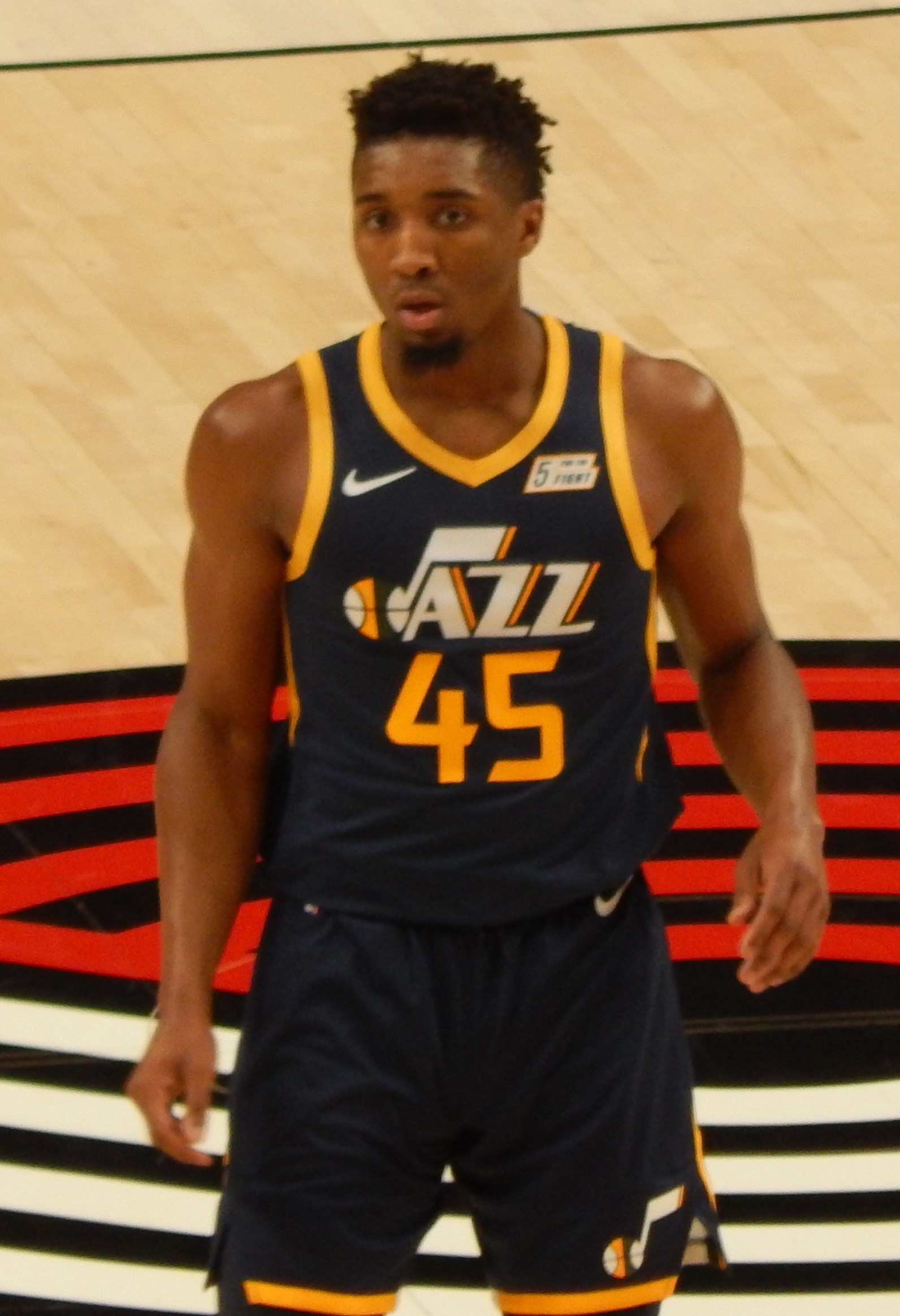
Donovan Mitchell.

En effet, l'exercice 2017-2018 aura vu l'éclosion du jeune Donovan Mitchell, véritable révélation, qui a pris les clés de l'attaque du Jazz dès sa première saison, affichant une moyenne de 20,5 points par match en saison régulière. Le jeune arrière termine deuxième pour le titre de rookie de l'année, derrière Ben Simmons. Le pivot français, Rudy Gobert, s'affirme un peu plus comme étant l'un des meilleurs intérieurs de la ligue, et décroche pour la première fois de sa carrière le titre de défenseur de l'année.
Lors de la Draft 2018, l'équipe sélectionne l'arrière de Duke, Grayson Allen, en 21e position. Pour l'intersaison, la franchise de Salt Lake City mise sur la continuité en conservant ses joueurs. Derrick Favors est prolongé pour une année + une autre en option, tandis que le meneur australien, Dante Exum rempile pour trois saisons avec le Jazz. Après un début de saison 2018-2019 moyen, l'équipe décide de faire un ajustement en envoyant Alec Burks, un second tour de draft 2019 et un second tour de draft 2021 aux Cavaliers de Cleveland pour récupérer Kyle Korver, déjà passé par Utah entre 2007 et 2010.
Autour de Donovan Mitchell et Rudy Gobert, le Jazz réalise une excellente fin de saison régulière pour venir se hisser à la cinquième de la conférence Ouest, pour la troisième saison consécutive, avec un bilan de 50 victoires pour 32 défaites. Au premier tour, les Rockets de Houston du MVP James Harden et de Chris Paul sont trop forts pour le Jazz. Face à la force de frappe offensive des Texans, Utah s'incline 4-1. Contrairement aux années précédentes contre les Clippers de Los Angeles et le Thunder d'Oklahoma City, le Jazz n'est pas parvenu à dominer le quatrième de la conférence. Malgré ce revers, les Jazzmen font preuve de régularité avec une troisième apparition consécutive en playoffs sous les ordres de Quin Snyder, l'équipe est parvenu à garder le cap en dépit du départ de la star Gordon Hayward.
Les cadres de l'équipe poursuivent leur progression. Pour la troisième année consécutive, Rudy Gobert est élu dans la First All-Nba Defensive Team, avant d'obtenir une place dans la Third All-Nba Team. Le pivot français remporte le titre de Défenseur de l'année pour la deuxième fois de sa carrière, en devançant Paul George et Giannis Antetokounmpo dans les votes.
Après une troisième saison consécutive terminée à la cinquième place de la conférence Ouest, il ne manque plus grand chose au Jazz pour devenir un vrai concurrent sérieux au sein de la Conférence Ouest. Pour opérer ce déclic, le management de la franchise parvient à monter un échange avec les Grizzlies de Memphis pour s'attacher les services de l'expérimenté Mike Conley à la mène. Après douze saisons passées sous le maillot des Grizzlies, le meneur vient apporter un vrai plus dans l'Utah et pousse Ricky Rubio vers une sortie inévitable. En contrepartie de cette arrivée, Jae Crowder, Kyle Korver, Grayson Allen, le choix d'Utah pour le premier tour de la Draft 2019 et un autre choix du premier tour (dont l'année est encore à déterminer) sont envoyés dans le Tennessee.
Orphelin de son 23e choix lors de la Draft 2019, Utah dispose alors du 50e choix (en provenance des Pacers de l'Indiana), du 54e choix et du 58e choix (en provenance des Warriors de Golden State). L'équipe sélectionne ainsi Jarrell Brantley, ailier-fort en provenance de Charleston, Justin Wright-Foreman, le meneur de Hofstra et Miye Oni, arrière issu de Yale.
Le Jazz s'active aussi lors du marché des agents-libres en juillet. L'équipe parvient à faire signer l'ailier croate Bojan Bogdanović, en fin de contrat avec les Pacers de l'Indiana, pour quatre saisons. À 30 ans, le joueur semble au sommet de sa carrière et sort d'une saison très aboutie dans l'Indiana. Derrière cette signature phare, le management de l'équipe parvient à s'attacher les services de quelques joueurs de complément. L'ailier Jeff Green, le jeune meneur Emmanuel Mudiay et l'intérieur Ed Davis viennent, entre autres, compléter le roster du Jazz pour la saison 2019-2020 et apporter ainsi une bonne profondeur de banc,,.
Peu avant le début de la saison régulière, le Jazz mise sur la continuité en prolongeant le contrat de l'entraîneur principal, Quin Snyder, pour plusieurs saisons.
Comme depuis plusieurs saisons, l'équipe est dans le course pour les playoffs dans une conférence Ouest toujours très relevée. Si l'intégration de Bojan Bogdanović se passe parfaitement, la greffe est un peu plus complexe pour Mike Conley. Sujet à des blessures lors de la première moitié de saison, l'ancien leader des Grizzlies cherche toujours ses marques. Afin de redynamiser l'équipe, le Jazz libère sa recrue estivale Jeff Green et monte un échange avec les Cavaliers de Cleveland, afin de récupérer le meneur Jordan Clarkson. L'éternel espoir Danté Exum, ainsi que deux futurs seconds tours de draft sont envoyés dans l'Ohio.
Néanmoins, le collectif avance et engrange les victoires (avec une série de 19 succès en 21 matchs entre décembre et janvier). Cette régularité permet aux deux têtes de l'équipe, Donovan Mitchell et Rudy Gobert, de recevoir leur première sélection au All-Star Game. Une belle récompense pour les deux joueurs qui sont les premiers représentants du Jazz au All-Star Game depuis Gordon Hayward (sélectionné lors de l'édition 2017).
L'équipe entre ensuite dans une tourmente extra-sportive. Peu avant le début d'une rencontre prévue entre le Jazz et le Thunder d'Oklahoma City, le 12 mars 2020, il est annoncé que Rudy Gobert (initialement absent de la feuille de match pour cause de maladie) a contracté la COVID-19. Il est reproché au joueur d'avoir été négligent avec les mesures d'hygiène prescrite par la Ligue lors d'une conférence de presse, en touchant délibérément les micros des journalistes. Cependant, rien ne prouve que la contamination du pivot français soit induite par cet événement en particulier. Toujours est-il que la saison NBA est suspendue, après l'annonce de cet incident, pour une durée d'au moins un mois. À l'heure de cette interruption exceptionnelle, Utah se positionne à la quatrième place avec un bilan de 41 victoires pour 23 défaites.
Après des tests effectués sur les joueurs et membres du staff ayant côtoyé Rudy Gobert lors des derniers jours, "seul" l'arrière Donovan Mitchell est lui aussi contrôle positif au virus. Les deux joueurs sont placés en quarantaine. Après sa bourde, Rudy Gobert a présenté ses excuses sur ses différents réseaux sociaux, avant de faire un don de 500 000 dollars pour les malades et les employés de la franchise.
La reprise de la saison intervient finalement dans la bulle d'Orlando. Comme les autres équipes, le Jazz dispute les dernières rencontres prévues à son calendrier pour s'installer à la 6e place de la Conférence. Le premier tour des playoffs 2020 oppose Utah aux Nuggets de Denver, emmenés notamment par le Serbe Nikola Jokić et le Canadien Jamal Murray. Le Jazz négocie bien son début de série en portant le score à 3-1, mais l'équipe sera incapable de confirmer cette belle impression. Utah s'écroule et les Nuggets jouent parfaitement le coup pour s'imposer 4-3, au terme d'une septième décisive et âprement disputée (80-78 pour les joueurs du Colorado).
Pour la deuxième saison consécutive, les hommes de Quin Snyder sont incapables de passer le premier tour du tournoi de post-saison.

#### 2020-2021: Une saison régulière de référence, puis la déception en playoffs
L'inter-saison 2020 sera placée sous le signe de la continuité du côté de Salt Lake City. L'équipe dirigeante parvient à prolonger la star montante, Donovan Mitchell. L'arrière s'engage alors pour 5 ans, avec un contrat de 195 millions de dollars à la clé. Arrivée à l'été 2020, via un échange avec les Cavaliers de Cleveland, l'arrière Jordan Clarkson prolonge aussi dans l'Utah pour quatre années.
La franchise enregistre également le retour de Derrick Favors. Joueur marquant du Jazz durant la dernière décennie, l'intérieur était parti du côté des Pelicans de la Nouvelle-Orléans pour la saison 2019-2020. En quête de renfort pour épauler et suppléer Rudy Gobert dans la raquette, Utah a jeté son dévolu sur Favors, avec un contrat de trois années.
Dans le même temps, le Jazz sélectionne le jeune pivot Udoka Azubuike avec le 27e choix, lors de la Draft 2020 de la NBA.
Construite autour d'une ossature solide et de plus en plus expérimentée, le Jazz est en route pour une saison régulière de haut-vol. Le cinq majeur composé de Conley, Mitchell, Bogdanovic, O'Neale et Gobert, complétés par les apports en sortie de banc de joueurs comme Clarkson, Ingles ou Favors, va prendre les devants dans une conférence Ouest pourtant très relevée.
En effet, Utah affiche un bilan de 52 victoires pour 20 défaites (dans une saison réduite à 72 matchs) sur l'exercice 2020-2021, tout simplement le meilleur de la ligue. Ce succès collectif se traduit également par des récompenses individuelles pour les principaux artisans de cette réussite. Donovan Mitchell et Rudy Gobert sont présents au All-Star Game pour la deuxième année de suite, tandis que le meneur Mike Conley reçoit sa première sélection en carrière, à l'âge de 33 ans. Déterminant en sortie de banc sur la saison, Jordan Clarkson est également récompensé avec le Trophée de Sixième homme de l'année.
Le Français Rudy Gobert remporte son troisième titre de Défenseur de l'année, après ceux de 2018 et 2019. L'entraîneur, Quin Snyder, se trouve également en lice pour la récompense d'entraîneur de l'année.
Avec les accomplissements remarquables de l'équipe sur les derniers mois, le Jazz se place naturellement parmi les prétendants sérieux au titre de champion. Dans ces playoffs 2021, Utah est opposé aux Grizzlies de Memphis lors du premier tour. La jeune équipe de Memphis, porté par le jeune prodige Ja Morant, parvient à remporter le premier match de la série. Orphelin de Donovan Mitchell sur cette rencontre d'ouverture, le Jazz retrouve rapidement le chemin de la victoire et écarte les Grizzlies sur la score de quatre manches à une.
Au deuxième tour, le Jazz croise les Clippers de Los Angeles, vainqueurs des Mavericks de Dallas en sept matchs dans une série très disputée. Utah remporte les deux premiers matchs de la série à domicile, avant de s'écrouler sur la suite de la série. Los Angeles s'impose quatre manches à deux, malgré l'absence de la star Kawhi Leonard sur les deux derniers matchs de la série, notamment grâce aux belles performances de Paul George. La déception est immense pour Utah et les rêves d'un premier titre s'envolent.
La saison 2021-2022 voit les départs notables de Joe Ingles (échangé pendant la saison), Derrick Favors, et Georges Niang et les arrivées de Rudy Gay, Hassan Whiteside, Eric Paschall à l'intersaison et de Nickeil Alexander-Walker et Juan Hernangómez pendant la saison. Le Jazz termine cinquième de sa conférence et échoue une nouvelle fois au premier tour des playoffs face aux Mavericks de Dallas sur le score de 4 à 2.

### Depuis 2022: Reconstruction
Durant l'intersaison 2022, Quin Snyder quitte la franchise après huit années de service dans l'Utah. Il est remplacé par le jeune assistant des Celtics de Boston, Will Hardy.
Pour tirer un trait définitif sur cette époque du Jazz, Rudy Gobert est transféré, début juillet 2022 chez les Timberwolves du Minnesota en échange de Patrick Beverley, Malik Beasley, Jarred Vanderbilt, Leandro Bolmaro en plus de 4 premiers tours de draft. Cet échange sonne la fin de l'ère Rudy Gobert au Jazz, qui aura été marquée par le succès de ce dernier avec 3 sélections au NBA All-Star Game, 3 titres de défenseur de l'année et de nombreuses sélections dans les NBA All-Defensive Team. Quelques semaines plus tard, Donovan Mitchell est transféré vers les Cavaliers de Cleveland, contre Lauri Markkanen, Colin Sexton, Ochai Agbaji et trois premiers tours de Draft ; l'arrière avait lui aussi glané 3 sélection all star depuis l'Utah . Néanmoins, les résultats sur cette saison de reconstruction s'avèrent inespérés : en course pour les playoffs toute la saison, le finlandais Lauri Markkanen est titulaire à domicile au All-Star Game 2023, et est élu MIP. L'équipe termine à la 12e place de l'ouest. 

## Couleurs et symboles

### Maillots
Depuis que Nike fournit l'ensemble des tenues aux équipes de NBA, en 2017, les maillots « domicile » et « extérieur » ont été remplacés par une collection plus fournie, pouvant servir aussi bien en déplacement qu'à domicile, portant les noms « association », « icon », « statement » et « city », et pour certaines équipes en plus une version « classic » reprenant le design d'anciens maillots. Les équipes qualifiées pour les playoffs 2019 et 2020 se sont vues dotées d'une tenue supplémentaire, dénommée « earned ».

### Logo

Le Jazz basé à La Nouvelle-Orléans
De 1974 à 1979.

Le Jazz basé à Salt Lake City
De 1979 à 1996.
De 1996 à 2004.
De 2004 à 2010.
De 2010 à 2016.
De 2016 à 2022.
De 2022 à 2025.
Depuis 2025.

## Noms successifs
- 1974-1979 : Jazz de La Nouvelle-Orléans.
- Depuis 1980 : Jazz de l'Utah.

## Meilleurs marqueurs de l'histoire de la franchise
| Place                                                                                      | Nom du joueur                   | Pays       | Points |
| ------------------------------------------------------------------------------------------ | ------------------------------- | ---------- | ------ |
| 1er                                                                                        | Karl Malone 1985 - 2003         | États-Unis | 36 374 |
| 2e                                                                                         | John Stockton 1984 - 2003       | États-Unis | 19 711 |
| 3e                                                                                         | Adrian Dantley 1979 - 1986      | États-Unis | 13 635 |
| 4e                                                                                         | Darrell Griffith 1980 - 1991    | États-Unis | 12 391 |
| 5e                                                                                         | Thurl Bailey 1983 - 1991 / 1999 | États-Unis | 9 897  |
| 6e                                                                                         | Andreï Kirilenko 2001 - 2011    | Russie     | 8 411  |
| 7e                                                                                         | Pete Maravich 1974 - 1980       | États-Unis | 8 324  |
| 8e                                                                                         | Donovan Mitchell 2017 - 2022    | États-Unis | 8 234  |
| 9e                                                                                         | Gordon Hayward 2010 - 2017      | États-Unis | 8 077  |
| 10e                                                                                        | Rudy Gobert 2013 - 2022         | France     | 7 592  |
| Dernière mise à jour : 10 avril 2022 En gras : Joueurs évoluant toujours dans la franchise |                                 |            |        |

## Records individuels de la franchise
| Statistique                                                                                | Nom du joueur  | Nombre                  |
| ------------------------------------------------------------------------------------------ | -------------- | ----------------------- |
| Meilleur marqueur                                                                          | Karl Malone    | 36 374 points           |
| Meilleure moyenne Points/Match                                                             | Adrian Dantley | 29,6 points/match       |
| Meilleur passeur                                                                           | John Stockton  | 15 806 passes décisives |
| Meilleure moyenne Passes/Match                                                             | John Stockton  | 10,5 passes/match       |
| Meilleur rebondeur                                                                         | Karl Malone    | 14 601 rebonds          |
| Meilleure moyenne Rebonds/Match                                                            | Truck Robinson | 14,9 rebonds/match      |
| Meilleur contreur                                                                          | Mark Eaton     | 3 064 contres           |
| Meilleur intercepteur                                                                      | John Stockton  | 3 265 interceptions     |
| Meilleur pourcentage au tir                                                                | Rudy Gobert    | 65,3 %                  |
| 3 points marqués                                                                           | Joe Ingles     | 1 071 tirs              |
| Meilleur pourcentage à 3 points                                                            | Jeff Hornacek  | 42,8 %                  |
| Lancers-francs marqués                                                                     | Karl Malone    | 9 619 tirs              |
| Meilleur pourcentage au lancer-franc                                                       | Jeff Hornacek  | 89,6 %                  |
| Matchs joués                                                                               | John Stockton  | 1504 matchs             |
| Dernière mise à jour : 10 avril 2022 En gras : Joueurs évoluant toujours dans la franchise |                |                         |

## Historique des arènes
- Loyola Field House (1974–1975)
- Municipal Auditorium (1974–1975)
- Louisiana Superdome (1975–1979)
- Salt Palace (1979–1991)
- Vivint Smart Home Arena (anciennement connue sous le nom de Delta Center et Energy Solutions Arena) (1991- maintenant)

## Propriétaire et actionnaires
Les propriétaires emblématiques du Jazz sont les frères Miller. Détenteur de la franchise depuis 1986, Larry Miller l'avait à l'époque acheté pour 22 millions de dollars. La famille Miller en restera propriétaire pendant près de 35 ans.
En octobre 2020, Ryan Smith (fondateur de Qualtrics), rachète la franchise du Jazz de l'Utah pour 1,66 milliard de dollars.
En avril 2021, Dwyane Wade, légende du Heat de Miami, devient actionnaire de la franchise de Salt Lake City pour une somme encore inconnue.

## Palmarès
- Champion de la Conférence Ouest (2) : 1997 et 1998.
- Champion de la Division Midwest (avant la création de la Division Nord-Ouest) (6) : 1984, 1989, 1992, 1997, 1998 et 2000.
- Champion de la Division Nord-Ouest (5) : 2007, 2008, 2017, 2021 et 2022.
- 11 titres de champion de division au total

## Records divers
Le Jazz est l'équipe ayant (à la fin 2009) remporté un match après avoir eu le plus grand retard : 36 points, avant de rattraper et de battre Denver en 1996.

## Maillots retirés
- 1 - Frank Layden
- 4 - Adrian Dantley
- 7 - Pete Maravich
- 12 - John Stockton
- 14 - Jeff Hornacek
- 32 - Karl Malone
- 35 - Darrell Griffith
- 53 - Mark Eaton